# Aphanocephalus punctatus
Aphanocephalus punctatus là một loài bọ cánh cứng trong họ Discolomatidae. Loài này được Grouvelle miêu tả khoa học năm 1912.